# 陶里哈區
陶里哈區（西班牙語：Distrito de Taurija），是秘魯的一個區，位於該國西北部拉利伯塔德大區的帕塔斯省，始建於1941年10月18日，面積130.09平方公里，海拔高度3,111米，2005年人口2,989，人口密度每平方公里23人。